# Český fousek
De český fousek is een hondenras dat uit Tsjechië afkomstig is. Hij is geschikt als jacht- en gezinshond. Het is een allround jachthond, maar hij is gespecialiseerd als staande hond.

## Uiterlijk
Een volwassen reu heeft een schouderhoogte van 60 tot 66 centimeter, een teef is iets kleiner met een hoogte tussen de 58 en 62 centimeter. De vacht is ruwharig. De meest voorkomende kleur is bruinschimmel (mogelijk met platen), maar ook bruin met witte borst of effen bruin komt voor. Afhankelijk van de kwaliteit van de vacht, wordt de hond getrimd of geborsteld.

## Aard
De český fousek is een zachtaardige, intelligente hond. Hij is volgzaam en gehoorzaam. Binnenshuis is hij aanhankelijk, waaks en rustig. Buitenshuis komt zijn jachtinstinct meer naar voren en is hij actief en alert.
Bracco italiano ·
Braque d'Auvergne ·
Braque de l'Ariège ·
Braque du Bourbonnais ·
Braque Dupuy ·
Braque français ·
Braque Saint-Germain ·
Český fousek ·
Drentsche patrijshond ·
Duitse staande hond (draadhaar) ·
… (korthaar) ·
… (langhaar) ·
… (stekelhaar) ·
Engelse setter ·
Épagneul bleu de Picardie ·
Épagneul breton ·
Épagneul de Pont-Audemer ·
Épagneul français ·
Épagneul picard ·
Gammel dansk hønsehund ·
Gordon setter ·
Griffon Boulet ·
Griffon Korthals ·
Grote münsterländer ·
Ierse setter ·
Kleine münsterländer ·
Perdigueiro de Burgos ·
Perdigueiro português ·
Poedelpointer ·
Pointer ·
Slovenský hrubosrstý stavač ·
Spinone italiano ·
Stabij ·
Vizsla ·
Weimarse staande hond